# Basket Ferentino
L'Associazione Basket Ferentino è  la principale squadra di pallacanestro di Ferentino.

## Storia
Il Basket Ferentino nasce nel 1977, partecipa ai campionati regionali di promozione fino al 1987 quando approda per la prima volta in serie D.
Nel 1989 retrocede nuovamente in promozione dove resta per 2 stagioni. Ritorna in Serie D nel 1992 e resta in questa categoria fino al 1998 quando in quella stagione vince il campionato e viene promossa in serie C2. Viene promossa in serie C1 nella stagione 2000-01, mantiene questa categoria per 4 stagioni sfiorando la promozione in B2 in tutte le stagioni.
Nella stagione 2005-06 viene ripescata in Serie B2 al posto di Cagliari, durante quella stagione vince il campionato e viene promossa in Serie B1. L'anno successivo la squadra non riesce a salvarsi e retrocede sul campo nuovamente in Serie B2 per poi essere ripescata ancora. Nel campionato 2007-08 si salva al primo turno dei play out battendo Patti 2-1.
Partecipa alla Serie A Dilettanti maschile FIP 2008-2009, con il nome di "FMC Ferentino", dal nome del suo sponsor. Nella stagione 2011-12 centra la promozione in Legadue.
Il 28 giugno 2017 il titolo sportivo di Serie A2 viene ceduto alla Cagliari Dinamo Academy, e riparte dal campionato di promozione laziale.

## Cronistoria
| Cronistoria del Basket Ferentino |
| --- |
| - 1977 · Fondazione dell'Associazione Basket Ferentino. - 1987-88 · in Promozione. promosso in Serie D. - 1988-89 · in serie D. - 1989-90 · in serie D, retrocesso in Promozione. - 1990-1991 · in Promozione. - 1991-1992 · in Promozione, promosso in Serie D. - 1992-1993 · in Serie D. - 1993-1994 · in Serie D. - 1994-1995 · in Serie D. - 1995-1996 · in Serie D. - 1996-1997 · in Serie D. - 1997-1998 · in Serie D. - 1998-1999 · in Serie D, promosso in Serie C2. - 1999-2000 · in Serie C2. - 2000-2001 · 1ª in Serie C2, promosso in Serie C1. - 2001-2002 · in Serie C1. - 2002-2003 · in Serie C1. - 2003-2004 · in Serie C1. - 2004-2005 · in Serie C1, ripescato in Serie B2. Finale di Coppa Italia LNP di Serie C1. - 2005-2006 · 1ª in Serie B2, promosso in Serie B d'Eccellenza. - 2006-2007 · 13ª nel girone B di Serie B d'Eccellenza, perde i play-out, retrocesso poi ripescato. - 2007-2008 · 10ª nel girone B di Serie B d'Eccellenza, primo turno dei play-out. Quarti di finale di Coppa Italia LNP. - 2008-2009 · 3ª nel girone B di Serie A Dilettanti, semifinali dei play-off promozione. Semifinali di Coppa Italia LNP. - 2009-2010 · 10ª nel girone B di Serie A Dilettanti. Semifinali di Coppa Italia LNP. - 2010-2011 · 5ª nel girone B di Serie A Dilettanti. - 2011-2012 · 2ª nella divisione Sud Ovest di Divisione Nazionale A, vince i play-off promozione, perde la finale scudetto, promosso in Legadue. - 2012-2013 · 10ª in Legadue. Quarti di finale di Coppa Italia di Legadue. - 2013-2014 · 9ª in Divisione Nazionale A Gold. - 2014-2015 · 6ª nel girone Gold di Serie A2, quarti di finale dei play-off promozione. Finale di Coppa Italia LNP. - 2015-2016 · 4ª nel girone Ovest di Serie A2, secondo turno dei play-off promozione. - 2016-2017 · 13ª nel girone Ovest di Serie A2. - 2017 · Cede il titolo sportivo alla Cagliari Dinamo Academy. - 2017-2018 · 1º nel Girone B di Promozione Lazio, 1º nella fase promozione B, vince i play-off, promosso in Serie D. - 2018-2019 · 4º nel Girone B di Serie D Lazio, vince i play-off, promosso in Serie C Silver. - 2019-2020 · 5º nel Girone B di Serie C Silver Lazio. - 2020-2021 · 2º nel Girone A di Serie C Silver Lazio, semifinalista play-off. - 2021-2022 · 1º nel Girone A di Serie C Silver Lazio, vince i play-off, promosso in Serie C Gold. - 2022-2023 · 1º nel Girone A di Serie C Gold, 2º nella fase orologio, promosso in Serie B Interregionale. - 2023-2024 · 6º nella Division F di Serie B Interregionale, 2º nel Play-In Silver Centro, quarti di finale play-off. - 2024-2025 · Serie B Interregionale. |